# NGC 2895
NGC 2895 est une galaxie spirale barrée relativement éloignée et située dans la constellation de la Grande Ourse. NGC 2895 a été découverte par l'astronome britannique John Herschel en 1831.

## Caractéristiques
Sa vitesse par rapport au fond diffus cosmologique est de  8 948 ± 11 km/s, ce qui correspond à une distance de Hubble de 132,0 ± 9,2 Mpc (∼431 millions d'al).
Selon la base de données Simbad, NGC 2895 est une radiogalaxie.